# Марджері та Ґледіс
Марджері та Ґледіс (англ. Margery and Gladys) — британський телефільм 2003 року режисера Джеффрі Сакса з Пенелопою Кіт та Джун Браун у головних ролях. Створений компанією «Carlton Television» для телемережі «ITV». Прем'єра відбулась на «ITV» 21 вересня 2003 року, тоді телефільм переглянуло загалом 7,91 мільйон глядачів.

## Синопсис
Вдова Марджері Гейвуд (Пенелопа Кіт) та її служниця Ґладіс Ґладвелл (Джун Браун) вели розмірене та спокійне життя, допоки у їх будинок не навідався грабіжник...

## У ролях
| Актор            | Роль                       |
| ---------------- | -------------------------- |
| Пенелопа Кіт     | Марджері Гейвуд            |
| Джун Браун       | Ґладіс Ґладвелл, служниця  |
| Роджер Ллойд-Пак | Вулі, детектив-інспектор   |
| Мартін Фрімен    | Стрінґер, детектив-сержант |
| Алан Девід       | Ґордон Томпсон             |
| Марсія Воррен    | Джин Томпсон               |
| Адам Ґодлі       | Ґрем Гейвуд                |
| Пітер Вон        | Трой Ґладвелл              |
| Кен Морлі        | Білл Найтінґейл            |
| Кульвіндер Ґір   | містер Сінґ                |
| Івана Башич      | Ніна Ковач                 |
| Річард Райдінґз  | Террі Мейсон               |
| Меттью Локвуд    | Скотт Вілкінс              |
| Тіллі Восберґ    | місіс Вілкінс              |
| Дайан Бек        | ресепшн готелю             |
| Пол Чепмен       | Артур Пенфолд              |